# Miroslav Barvík
Miroslav Barvík (14. září 1919 Lužice – 2. března 1998 Brno) byl český hudební skladatel a kritik.

## Život
Narodil se do rodiny Metoděje Barvíka, učitele v Lužicích. Po maturitě v roce 1937 studoval na brněnské konzervatoři skladbu a klavír. Současně na Masarykově univerzitě studoval hudební vědu. Konzervatoř absolvoval u Václava Kaprála Symfoniettou pro orchestr, ženský sbor, varhany, klavír a alt solo. V letech 1942–1944 byl soukromým žákem Vítězslava Nováka a studium dokončil mistrovským kurzem Pražské konzervatoře u Jaroslava Řídkého. Poté pracoval jako učitel hudební teorie, klavíru a dirigování v hudebním ústavu v Moravské Ostravě (1942–1945). Po osvobození se stal kulturním referentem v Brušperku, oblastním inspektorem hudebních škol, tajemníkem brněnské konzervatoře a sbormistrem dělnického pěveckého sboru při Okresním výboru komunistické strany v Králově Poli.
V roce 1959 se oženil s operní pěvkyní Sylvií Kodetovou. O rok později se jim narodila dcera Kateřina.

### 1946–1968
V roce 1946 podepsal prokomunistické „Májové poselství kulturních pracovníků českému lidu!“ publikované před květnovými volbami do Ústavodárného Národního shromáždění. Tento předvolební manifest komunistů podepsalo celkem 843 kulturních pracovníků a komunisté volby vyhráli. Později podepsal prokomunistickou výzvu Kupředu, zpátky ni krok!, jež byla vydána dne 25. února 1948 pro podporu komunistického převratu. S Václavem Dobiášem založil v únoru 1948 Akční výbor Syndikátu českých skladatelů, patřil ke svazovým funkcionářům kteří vyřazovali z repertoárů vůdčí osobnosti moderní hudby – např. skladby Debussyho, Stravinského a mnoha jiných.
V roce 1949 se stal profesorem dějin hudby a teoretických předmětů na Pražské konzervatoři a externě učil opět na brněnské konzervatoři a jiných školách. V letech 1949–1956 byl pracovníkem aparátu Svazu československých skladatelů; kde byl od května 1949 do června 1953 generálním tajemníkem. V letech 1953–1956 byl vedoucím hudebního odd. Státního výboru pro věci umění. 1957–1958 byl uměleckým vedoucím AUS, později pracoval na ministerstvu školství a kultury (1961–1963) a v letech 1963–1966 byl pracovníkem ideologického odd. ÚV KSČ. V roce 1966 byl jmenován uměleckým ředitelem Státní opery v Brně (dnes Janáčkovo divadlo). 

### 1968–1998
Po invazi vojsk Varšavské smlouvy do Československa v roce 1968 byl vyloučen z komunistické strany, proti okupaci se vysílalo veřejně z divadelního rozhlasu, proto byl z funkce ředitele odvolán. V roce 1979 odešel do důchodu. Zemřel 2. března 1998 v Brně.
Po jeho smrti, kdy byla v nekrologu v Lidových novinách zdůrazněna jeho angažovanost pro komunistický režim,  vystoupil na obranu jeho lidských vlastností Václav Žilka.

## Dílo

### Kantáty
- Poděkování Sovětskému svazu (text Stanislav Kostka Neumann, 1947)
- Pražské jaro (text Vítězslav Nezval,1949)
- Ruky preč od Koreje (1950)
- Píseň o Sovětské zemi (1951)
- Volám vás na soud světa (1953)
- Pionýrská pohádka (1953)
- Staré pověsti české (dle Aloise Jiráska)

### Orchestrální skladby
- Symfonietta pro orchestr, ženský sbor, varhany, klavír a alt solo (1942)
- Serenáda pro smyčce (1941)
- Symfonie (1944)
- Tance ze Slovácka (1949)
- Dimitrov (rapsódie, 1952)
- Zverbovali šohajíčka (1957)
- Slavnostní předehra

### Komorní skladby
- Lidice (sonáta pro klavír)
- 2 smyčcové kvartety
- Klavírní trio Na památku Vítězslavy Kaprálové (1940)
- Sonáty a sonatiny pro klavír, violoncello, hoboj aj.

### Ostatní
- Řada písní a sborů, velmi často s politickou tematikou.
- Naše hudba bojuje za mír (1952)
- Strana-Lenin (1962, mužský sbor)
- Skladatelé jdou s lidem (1950)
- V duchu Smetanova odkazu kupředu za novými smělými cíli (1951 s Antonínem Sychrou a Jaroslavem Jiránkem)
- Hudba k filmu Veliká příležitost
- Scénická hudba (Dukla, Na jih od 38. rovnoběžky)

### Knižní publikace
- Základy nauky o hudbě (1945)
- Chci umět modulovat (1947)
- Problém estetického hodnocení hudby (1948)
- Přehled hudební akustiky (1949)
- Hudebníkova cesta do Sovětského svazu (1954)
- Hovory o hudbě. O vzniku a vývoji hudebních slohů (1961)
- Poprvé v opeře (Praha, 1963)